# حفل توزيع جوائز الأوسكار الثالث عشر
حفل توزيع جوائز الأوسكار الثالث عشر (بالإنجليزية: 13th Academy Awards)‏ هو حدث نظمته أكاديمية فنون وعلوم الصور المتحركة لتكريم أفضل الأفلام لسنة 1940. أقيم الحفل بتاريخ 27 فبراير، 1941 في فندق بيلتمور، لوس أنجلوس، كاليفورنيا، وقدّمه بوب هوب. في هذه الدورة، فاز فيلم ريبيكا بجائزة أفضل فيلم، وحاز الممثّل جيمس ستيوارت على جائزة أفضل ممثّل، ونالت الممثلة جنجر روجرز جائزة أفضل ممثّلةٍ، وكانت جائزة الأوسكار لأفضل مخرج من نصيب المخرج جون فورد.
أكثر الأفلام ترشيحاً للحصول على جوائز كان فيلم ريبيكا حيث تلقّى 11 ترشيحاً، بينما أكثرها فوزاً كان فيلم لص بغداد حيث فاز بـ 3 جوائز.

## الجوائز
- جائزة أفضل فيلم:

ريبيكا
- جائزة أفضل مخرج:

جون فورد
- جائزة أفضل ممثّل:

جيمس ستيوارت
- جائزة أفضل ممثّلة:

جنجر روجرز
- جائزة أفضل ممثّل مساعد:

والتر برينان
- جائزة أفضل ممثّلة مساعدة:

جين دارويل
- جائزة أفضل سيناريو مقتبس:

قصة فيلادلفيا
- جائزة أفضل موسيقى تصويريّة:

بينوكيو - تن بان ألي
- جائزة أفضل تأثيرات بصريّة:

لص بغداد
- جائزة أفضل خلط أصوات:

بداية العزف - مترو غولدوين ماير

## وصلات خارجية
- حفل توزيع جوائز الأوسكار الثالث عشر على موقع IMDb (الإنجليزية)
- حفل توزيع جوائز الأوسكار الثالث عشر على موقع ميوزك برينز (الإنجليزية)
- الموقع الرسمي لجوائز الأكاديمية.
- الموقع الرسمي لأكاديمية فنون وعلوم الصور المتحركة.
- قناة جوائز الأوسكار على موقع يوتيوب (تُديره أكاديمية فنون وعلوم الصور المتحركة).
- مقتطفات فيديو من أكاديمية فنون وعلوم الصور المتحركة.